# Eruzione delle pomici di Avellino
L'eruzione delle pomici di Avellino del Monte Somma è stata un'eruzione pliniana avvenuta nel II millennio a.C. Si stima che abbia avuto un VEI di 6, il che la rende molto più catastrofica di quella più famosa e documentata dell'eruzione vesuviana del 79 dopo Cristo.  L'eruzione prende il nome dal deposito di pietre pomici che ha generato, abbondante nell'area di Avellino in Campania.

## Caratteristiche
Studi scientifici hanno ricostruito che l'eruzione ha avuto una durata di almeno 3 ore, durante le quali una prima fase esplosiva ha alzato una colonna di 23 km e depositato sul territorio circa 0,35 km³ di pomice bianca ("la fase della pomice bianca"). Una seconda e più intensa esplosione ha alzato poi una colonna alta 31 km che ha poi depositato 1,25 km3 di pomice grigia ("la fase della pomice grigia"). Queste pomici appaiono nella ceramica pugliese.
Un'analisi del 2008 dei litofacies (i depositi eruttivi) ha distinto tre fasi. Le colate piroclastiche delle fasi 1 e 2 vennero generate da "frammentazione magmatica" che si sono poi disperse sui versanti del monte Somma. La fase 3 fu creata da "frammentazione freatomagmatica" durante la quale rocce clastiche vengono spinte da vapori e altri gas rilasciati dal magma. Questa fase 3 è stata probabilmente "la più voluminosa ed estesa di tutta la storia eruttiva del Somma-Vesuvio." Alcuni frammenti sono stati ritrovati a 25 km dal vulcano. La bocca eruttiva si trovava all'epoca circa 2 km a ovest dell'attuale cratere del Vesuvio.
Le conseguenze dell'eruzione di Avellino sono state catastrofiche e estese. Lo spessore dei depositi di cenere e di altro materiale eruttivo misura dai 15 m nei pressi del vulcano a 50 cm vicino ad Avellino, senza contare gli ampi depositi sottomarini nel golfo di Napoli.
L'eruzione ha causato anche forti maremoti che hanno devastato le aree costiere del golfo di Napoli.

## Datazione
Varie datazioni piazzano l'eruzione verso la fine del Bronzo antico, anche se numerosi tentativi di datarla hanno dato risultati poco coerenti fra di loro o parecchio imprecisi. 
Datazioni al carbonio-14 eseguiti dal laboratorio CIRCE di Caserta su ossa di ovini seppelliti al sito di Croce del Papa fissano la data dell'eruzione a 1907,5 ± 55 a.C. (2σ) Questa datazione è coerente con altri studi che piazzano l'eruzione a 1885 ± 65 calBC (2σ), sia che combinino dati al 14C sia studi della cronologia di tipi del vasellame, in particolare da due siti sepolti dall'eruzione: Croce del Papa e San Paolo Belsito.
L'eruzione di Avellino costituisce la separazione archeologica in Campania fra il Bronzo antico e il Bronzo medio.
È stato suggerito in numerose occasioni, che l'eruzione delle pomici di Avellino fosse responsabile almeno in parte delle variazioni climatiche degli anni 1620 a.C. Indicazioni di ciò sono presenti negli anelli di crescita degli alberi e nei carotaggi glaciali. Datazioni al carbonio-14 indicavano una data dell'eruzione di 3360±40 BP, o 1617–1703 calibrata a.C. Ciò suggerirebbe una coincidenza con diverse altre eruzioni, come l'eruzione minoica a Santorini.

## Il villaggio dell'età del bronzo di Nola
L'eruzione ha distrutto numerosi abitati dell'età del bronzo. Uno di essi è stato rinvenuto in condizioni di conservazione eccezionale nel maggio 2001 a Croce del Papa nei pressi di Nola. Lo scavo ha portato alla luce capanne preservate nel fango dell'eruzione, ceramica, resti di bestiame e persino le impronte di animali e uomini che fuggivano dalla pioggia di ceneri vulcaniche. Gli abitanti abbandonarono il villaggio portando parte dei propri averi e lasciando l'abitato a sotterrarsi sotto la pioggia di cenere e pomici originata dal vulcano, in una maniera analoga a quanto accaduto a Pompei quasi 2000 anni più tardi.